# Adrien Prévault
Adrien Prévault (Indre e Loira, 12 marzo 1836 – Villiers-sur-Marne, 30 novembre 1870) è stato un militare francese.

## Biografia
Adrien Prévault nacque il 12 marzo 1836 nel dipartimento di Indre e Loira e, con l'intento di intraprendere la carriera militare, ancora giovane si iscrisse alla scuola di Saint Cyr, uscendone nel 1857 col grado di Sottotenente e venne assegnato al 2º reggimento zuavi.
Nel 1859 prese parte ai combattimenti in Italia e venne ferito alla Battaglia di Magenta.
Nel novembre del 1861 si imbarcò per il Messico e prese parte al primo attacco della Battaglia di Puebla.
Divenuto Capitano dal 13 agosto 1865, prese parte alla spedizione dell'Oued Guir e venne ancora una volta ferito il 25 aprile 1870 durante l'assalto al piccolo villaggio di Ain Chair.
Nella guerra franco-prussiana rimase ferito durante la Battaglia di Froeschwiller del 6 agosto 1870, guadagnandosi la croce di Ufficiale della Legion d'Onore.
Nominato Luogotenente Colonnello del 42º reggimento di fanteria di linea, prese parte all'Assedio di Parigi, ma venne ucciso pochi giorni dopo la sua nomina, il 30 novembre 1870, durante la Battaglia di Villiers, mentre era alla testa nella carica della piana di Coeuilly.